# Graphistylis
Graphistylis là một chi thực vật có hoa trong họ Cúc (Asteraceae).

## Loài
Chi Graphistylis gồm các loài: